# 전라남도신안교육지원청
전라남도신안교육지원청(全羅南道新安敎育支援廳, Sinan Office of Education)은 전라남도 신안군을 관할하는 전라남도교육청 산하의 교육지원청이다.
교육장은 장학관으로 보한다.
단, 중학교, 고등학교는 모두 남녀공학이다.

## 산하 기관

### 초등학교 (병설유치원 포함)
| - 가거도초등학교 - 도초초등학교 - 비금동초등학교 - 비금초등학교 - 신의초등학교 - 안좌초등학교 - 암태초등학교 | - 압해동초등학교 - 압해서초등학교 - 압해초등학교 - 임자남초등학교 - 임자초등학교 - 자은초등학교 - 장산초등학교 | - 증도초등학교 - 소악분교(휴교) - 지도초등학교 - 팔금초등학교 - 하의초등학교 | - 흑산초등학교 - 영산분교(휴교) - 장도분교(휴교) - 하태분교(휴교) - 홍도분교 - 흑산동분교 - 흑산북분교(휴교) |

### 중학교
| - 가거도초등학교·신안흑산중학교 가거도분교 - 비금중학교 - 신안신의중학교 | - 신안증도중학교 - 신안흑산중학교 - 안좌중학교 | - 암태중학교 - 압해중학교 - 임자중학교 - 자은중학교 | - 장산중학교 - 지명중학교 - 하의중학교 |

### 고등학교
| - 도초고등학교 - 안좌고등학교 - 지명고등학교 | - 신안해양과학고등학교 - 하의고등학교 - 임자고등학교 |